# Египатски јежолики миш
Египатски јежолики миш или египатски чекињасти миш (лат. Acomys cahirinus) је врста глодара из породице мишева (Muridae).

## Распрострањење
Ареал египатског јежоликог миша обухвата већи број држава. Врста је присутна у Египту, Либији, Судану, Алжиру, Мароку, Мауританији, Етиопији, Џибутију и Еритреји.

## Станиште
Станишта врсте су екосистеми ниских трава и шумски екосистеми и пустиње. 
Врста је присутна на подручју Сахаре у северној Африци.

## Угроженост
Ова врста је наведена као последња брига, јер има широко распрострањење и честа је врста.